# Lijst van politieke partijen in Suriname
Dit is een lijst van politieke partijen in Suriname. 
Dit is een historisch overzicht van politieke partijen die actief zijn of in het verleden actief geweest zijn in de Surinaamse politiek.

## Nationaal vertegenwoordigd
Zes politieke partijen zijn vertegenwoordigd in De Nationale Assemblée (DNA).
| Partij                                       | Afkorting | Datum van oprichting | Voortgekomen uit            | Partijvoorzitter | Zetels |
| -------------------------------------------- | --------- | -------------------- | --------------------------- | ---------------- | ------ |
| Vooruitstrevende Hervormings Partij          | VHP       | 16 januari 1949      | Fusie MP, HJPP en SHP       | Chan Santokhi    | 20     |
| Nationale Democratische Partij               | NDP       | 4 juli 1987          | Militair regime in Suriname | Desi Bouterse    | 16     |
| Algemene Bevrijdings- en Ontwikkelingspartij | ABOP      | 11 februari 1990     | BEP                         | Ronnie Brunswijk | 9      |
| Nationale Partij Suriname                    | NPS       | 29 september 1946    |                             | Gregory Rusland  | 3      |
| Broederschap en Eenheid in de Politiek       | BEP       | 29 april 1973        | NPS                         | Ronny Asabina    | 2      |
| Pertjajah Luhur                              | PL        | 5 december 1998      | Pendawa Lima                | Paul Somohardjo  | 1      |

Javaanse politieke partijen
- Kerukunan Tulodo Prenatan Inggil (KTPI)
  - Democraten van de 21ste eeuw (D21) 2000-2010, ging op in Pertjajah Luhur
  - Nieuwe Stijl KTPI (NSK)
  - Sarekat Rakyat Indonesia (SRI)
    - Pendawa Lima 1977-2010, ging op in Pertjajah Luhur
      - Pertjajah Luhur (PL) 1998-heden

Creoolse politieke partijen
- Nationale Partij Suriname (NPS)
  - Surinaamse Democratische Partij (SDP)
  - Progressieve Nationale Partij (PNP)
  - Trefpunt 2000
  - Partij Belangenbehartiging en Ontwikkeling (PBO), ging op in NDP
- Partij Nationalistische Republiek (PNR)
  - Surinaamse Partij van de Arbeid (SPA)
    - Duurzaam en Rechtvaardig Samenleven (DRS)

## Niet vertegenwoordigd
De volgende politieke partijen zijn niet (meer) vertegenwoordigd op nationaal niveau en (voor zover bekend) niet opgeheven.
| Partij                                     | Afkorting | Datum van oprichting | Voortgekomen uit  | Partijvoorzitter     |
| ------------------------------------------ | --------- | -------------------- | ----------------- | -------------------- |
| 597 Netwerken                              | 597       | 22 november 2022     |                   | Ruben del Prado      |
| Kerukunan Tulodo Prenatan Inggil           | KTPI      | 28 november 1949     |                   | Iwan Ganga           |
| Progressieve Arbeiders en Landbouwers Unie | PALU      | 12 maart 1977        |                   | Jim Hok              |
| Surinaamse Partij van de Arbeid            | SPA       | 1 juli 1987          | PNR               | Guno Castelen        |
| Nationale Unie                             | NU        | 1989                 |                   | Paul van Leeuwaarde  |
| Democratisch Alternatief '91               | DA'91     | 3 augustus 1991      | NPS               | Angelic del Castilho |
| Politieke Vleugel van de FAL               | PVF       | 1995                 | FAL               |                      |
| Democratische Unie Suriname                | DUS       | 1995                 | BEP               |                      |
| Democratie en Ontwikkeling in Eenheid      | DOE       | 2 december 1999      |                   | Steven Alfaisi       |
| Ontwikkeling door Eenheid                  | ODE       | 28 januari 2000      |                   | Ferdinand Louis      |
| Amazone Partij Suriname                    | APS       | 17 maart 2000        |                   | Theo Jubitana        |
| Seeka                                      | SEEKA     | 2 november 2001      |                   | Paul Abena           |
| Nieuw Suriname                             | NS        | 10 maart 2003        |                   | John Nasibdar        |
| Permanente Voorspoed Republiek Suriname    | PVRS      | 14 juni 2008         |                   | Chas Mijnals         |
| 1 Suriname                                 | 1S        | 2010                 | UPS               | Radjen Kisoensingh   |
| BP-2011                                    | BP-2011   | 22 februari 2011     | BEP               | Linus Diko           |
| De Nieuwe Leeuw                            | DNL       | 12 februari 2012     | BVD               | Dharm Mungra         |
| Partij voor Democratie en Ontwikkeling     | PDO       | 12 december 2012     | PL                | Waldi Nain           |
| Duurzaam en Rechtvaardig Samenleven        | DRS       | 25 augustus 2014     | SPA               | Clifford Marica      |
| Nieuwe Stijl KTPI                          | NSK       | 12 oktober 2014      | KTPI              | Oesman Wangsabesari  |
| Hervormings- en Vernieuwingsbeweging       | HVB       | 28 oktober 2017      | PL                | Mike Noersalim       |
| STREI!                                     | STREI     | januari 2018         | Wij Zijn Moe(dig) | Maisha Neus          |
| Partij voor Recht en Ontwikkeling          | PRO       | 11 mei 2018          | Wij Zijn Moe(dig) |                      |
| Sociaal Democratische Unie                 | SDU       | februari 2019        | BEP               | Celsius Waterberg    |
| Alternatief 2020                           | A20       | juni 2019            |                   | Steven Reyme         |
| De Nieuwe Wind                             | DNW       | augustus 2019        | NDP               | John Samuel          |

## Opgeheven en gefuseerd
De volgende politieke partijen zijn opgeheven, gefuseerd met andere partijen of opgegaan in een nieuwe partij.
| Partij                                                         | Afkorting | Datum van oprichting | Datum van opheffing  | Opmerking                                        |
| -------------------------------------------------------------- | --------- | -------------------- | -------------------- | ------------------------------------------------ |
| Moeslim Partij                                                 | MP        | 1946                 | 1949                 | opgegaan in VHP                                  |
| Progressieve Surinaamse Volkspartij                            | PSV       | 25 augustus 1946     | 25 augustus 2014     | opgegaan in DRS                                  |
| Surinaamse Hindoe Partij                                       | SHP       | 1947                 |                      | opgegaan in VHP                                  |
| Hindostaans-Javaanse Politieke Partij                          | HJPP      | 1947                 |                      | opgegaan in VHP                                  |
| Partij Suriname                                                | PS        | december 1952        |                      | afsplitsing van NPS                              |
| Surinaamse Democratische Partij                                | SDP       | 1955                 |                      | afsplitsing van NPS                              |
| Partij Nationalistische Republiek                              | PNR       | 1961                 |                      | Nationalistische Beweging Suriname               |
| Actiegroep                                                     | AG        | 1962                 |                      | afsplitsing van VHP, daarna weer opgegaan in VHP |
| Progressieve Nationale Partij                                  | PNP       | 24 januari 1967      |                      | afsplitsing van NPS                              |
| Hernieuwde Progressieve Partij                                 | HPP       | juni 1973            | juli 2013            |                                                  |
| Kommunistische Partij van Suriname                             | KPS       | juni 1973            |                      |                                                  |
| Democratisch Volks Front                                       | DVF       | 1973                 |                      |                                                  |
| Volkspartij                                                    | VP        | 14 september 1975    |                      |                                                  |
| Pendawa Lima                                                   | PL        | 1977                 |                      | afsplitsing van SRI                              |
| Partij Perbangunan Rakijat Suriname                            | PPRS      | 1977                 | opgeheven            |                                                  |
| Revolutionaire Volkspartij                                     | RVP       | 7 mei 1980           | opgeheven            | VP                                               |
| Alternatief Forum                                              | AF        | 3 augustus 1991      | 2005                 | NPS                                              |
| Basispartij voor Vernieuwing en Democratie                     | BVD       | 1996                 | opgeheven            | VHP                                              |
| Onafhankelijk Progressief Democratisch Alternatief             | OPDA      | 1996                 | opgeheven            |                                                  |
| Progressieve Politieke Partij                                  | PPP       | 1998                 |                      | BVD                                              |
| Naya Kadam                                                     | NK        | 9 juli 1999          |                      | BVD                                              |
| Nationale Partij voor Leiderschap en Ontwikkeling              | NPLO      | 15 februari 2000     | opgeheven            | KTPI                                             |
| Democraten van de 21ste eeuw                                   | D21       | 12 maart 2000        | 16 maart 2010        | KTPI                                             |
| Partij Pembangunan Rakat Suriname                              | PPRS      |                      | opgeheven            | KTPI                                             |
| Democratisch Nationaal Platform 2000                           | DNP 2000  | 2000                 | opgeheven            | NDP                                              |
| Unie van Progressieve Surinamers                               | UPS       | 2003                 | 2013 (fusie met VHP) |                                                  |
| Trefpunt 2000                                                  | ?         | 2004                 | opgeheven            | NPS                                              |
| Partij voor Integriteit, Nationale motivatie en Gelijke kansen | PING      | 2014                 | opgeheven            |                                                  |
| Partij Belangenbehartiging en Ontwikkeling                     | PBO       | 2014                 | opgeheven            | NPS                                              |
| Mi Volkspartij                                                 | MV        | 11 oktober 2014      |                      |                                                  |
| Gonini Volkspartij                                             | GV        | 2020                 | actief               |                                                  |
| Nationale Ontwikkelings Partij                                 | NOP       |                      |                      |                                                  |
| Sarekat Rakyat Indonesia                                       | SRI       | 1967                 | opgeheven            | KTPI                                             |
| Pergerakan Bangsa Indonesia Suriname                           | PBIS      | 1947                 | opgeheven            |                                                  |
| Democratisch Alternatief                                       | DA        |                      |                      | DA'91                                            |
| Nickerie Onafhankelijke Partij                                 | NOP       | 1957                 |                      |                                                  |
| Progressief-Verheffende Partij                                 | PVP       |                      |                      |                                                  |
| Nationale Hervormings Partij                                   | NHP       |                      |                      |                                                  |
| Nickerie Volkspartij                                           | NVP       |                      |                      |                                                  |
| Janta Partij                                                   | JP        |                      |                      | VHP                                              |
| HPP-Plus                                                       | ?         |                      |                      |                                                  |
| HPP Platform                                                   | ?         |                      |                      |                                                  |
| Baasa                                                          | ?         |                      |                      |                                                  |
| Un Fu Saamaka O Stem 2020                                      |           |                      |                      |                                                  |
| VP-2020                                                        | ?         | 2020                 |                      | PVF                                              |
| Spang Anoe Makandra Wang Ati                                   | ?         | 2016                 |                      |                                                  |
| Socialistische Partij Suriname                                 | SPS       |                      |                      |                                                  |
| Surinaamse Volkspartij                                         | SVP       |                      |                      |                                                  |
|                                                                | DDP       |                      |                      |                                                  |
| Neger Politieke Partij                                         | NPP       | 1948                 |                      |                                                  |
| Christelijke Sociale Partij                                    | CSP       | 1948                 |                      |                                                  |
| Surinaamse Landbouwers Unie                                    | SLU       | 1948                 |                      |                                                  |
| Paranam Mijnwerkers Bond                                       | PMB       | 1949                 |                      |                                                  |
| Nationale Hervormingspartij                                    | NHP       |                      |                      |                                                  |
| Vooruitstrevende Moslim Partij                                 | VMP       |                      |                      |                                                  |
| Vooruitstrevende Indianen Partij                               | VIP       |                      |                      |                                                  |
| Actiefront Dihaat                                              | AFD       |                      |                      |                                                  |
| Democratische Partij                                           | DP        | 1992/1996            |                      | NDP                                              |
| Volkspartij voor Vernieuwing en Democratie                     | VVD/PBP   | april 1968           | actief               |                                                  |